# Port de Sant Salvador de Tolosa
El Port de Sant Salvador (occità: Pòrt de Sant Salvador; francès: Port de Sant-Sauveur és un dels dos ports fluvials de la ciutat de Tolosa, juntament amb el de l'Embocadura. Aquest estava destinat al trànsit de mercaderies i molt a prop s'hi troba el mercat del gra (halle aux grains). El nom del port ha donat per extensió el nom a un barri de la ciutat.